# Логінов Віктор Олександрович
Ві́ктор Олекса́ндрович Ло́гінов (рос. Виктор Александрович Логинов; нар. 13 лютого 1975, Кемерово) — російський кіноактор та телеведучий.

## Біографія
Народився 13 лютого 1975 року в Кемерово.
Його захоплення театром почалося зі школи, коли опинився в театрально-літературному класі. У 1992 році виїхав зі свого рідного міста і вступив до Єкатеринбурзький державний театральний інститут за фахом актор театру і кіно (майстерня народного артиста РФ В. І. Марченко). В цей же час він одружився і для утримання сім'ї, працював машиністом підземних установок на шахті «Березовська», шахтарем, рятувальником, екскурсоводом в Гірської Шорії.
Пізніше працював ді-джеєм на радіо, артдиректором нічного клубу, телеведучим на РТР-Урал.
У Єкатеринбурзі був одним з провідних акторів у Єкатеринбурзькому академічному театрі драми і камерному театрі Музею письменників Уралу.
У 2006 році їде до Москви для зйомок в телесеріалі «Щасливі разом». Спеціально для ролі Гени Букіна, повністю змінив імідж. Він носив іспанську борідку, сережку у вусі. І вів спосіб життя майже справжнього мачо. І ось знімальна група серіалу приїхала в Єкатеринбург на акторський кастинг. Його кандидатуру ніхто не запропонував: він зі своєю сережкою у вусі зовсім не підходив на роль головного героя. Гена Букін працює у взуттєвому магазині, у нього двоє дітей.
З 2007 року веде програму «Інтуїція» на каналі ТНТ.
Раніше вів «Чемпіонат анекдотів» на ДТВ.